# 自家用バス

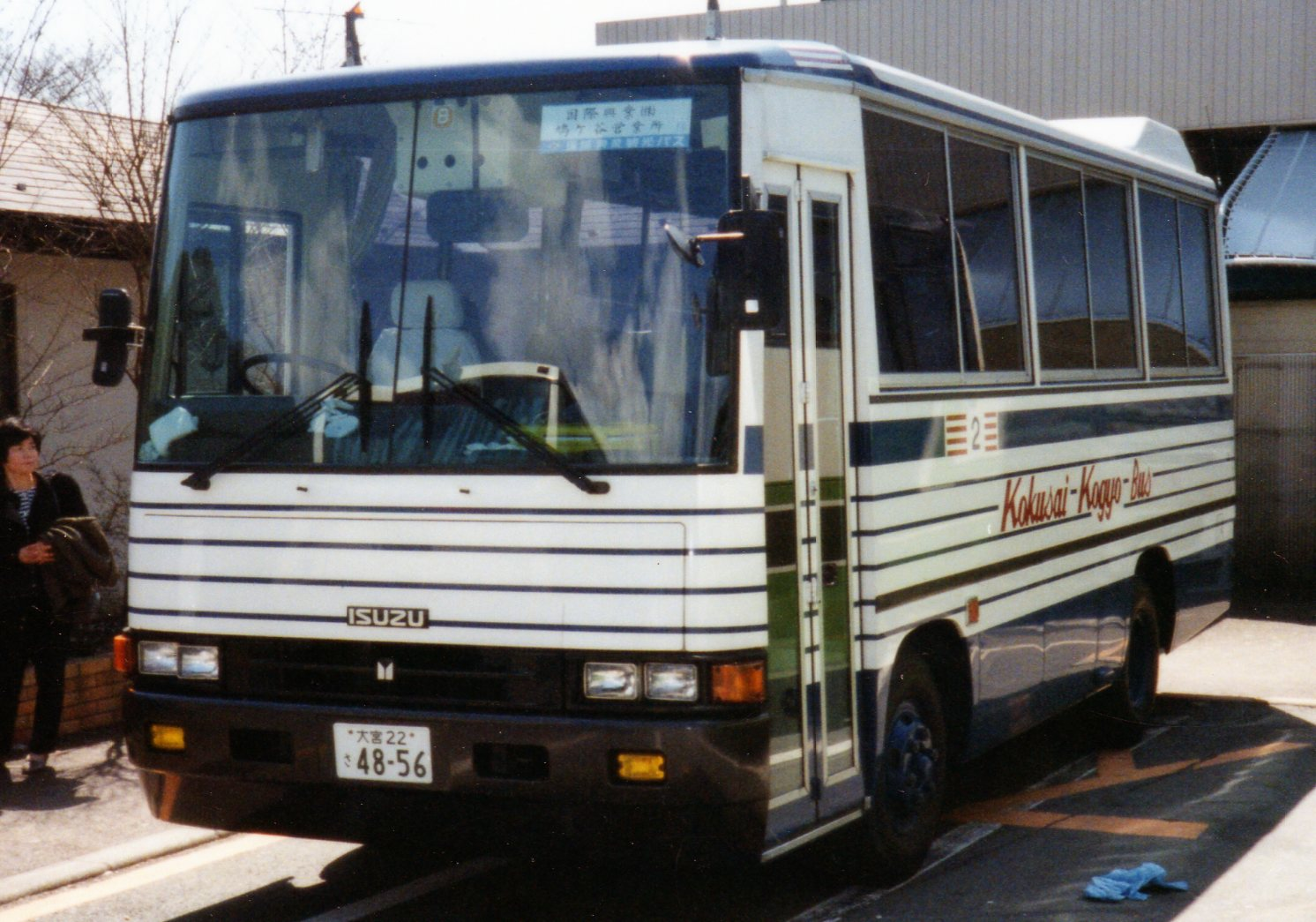
白ナンバーの自家用バス
国際興業バスのバスガイド教習専用車

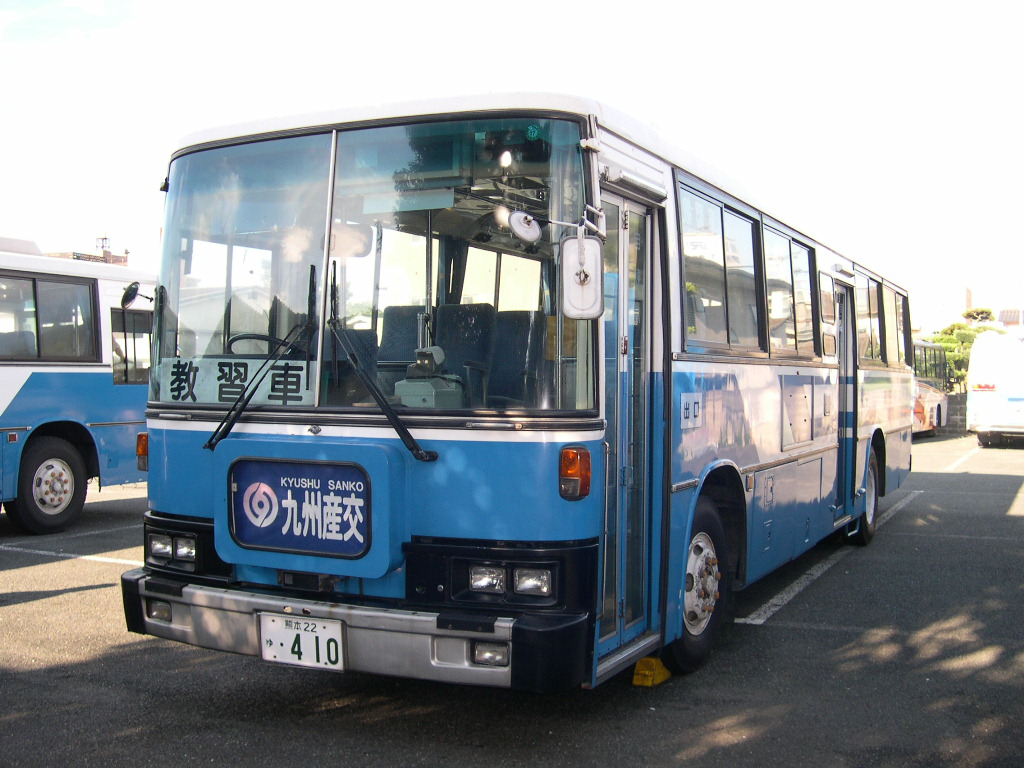
白ナンバーの自家用バス
九州産交バスの教習専用車

自家用バス（じかようバス）とは、乗合バスや貸切バスのように商業的な旅客運送を目的とせず、主に企業、学校、ホテル、レジャー施設、飲食店、官公庁、個人などが所有する自家用のバスである。
これらは一般的な自家用車と同じ白ナンバー登録である。事業用自動車と全く同じ免許で運転できるが、自家用自動車のため第二種運転免許が必要な運行はできない。また送迎バスであっても特定バスの場合は事業用自動車（緑ナンバー）となる。

## 概要

### 用途
主な用途として無料送迎バスとしての利用があり、会社や工場の従業員や来客者の送迎（主に鉄道駅と会社や工場を結ぶ）や、各種施設（病院、自動車教習所、ゴルフ場、健康ランド、ホテルなど）の利用者の送迎、結婚式場・レストラン・ホテル・旅館などの団体客を送迎する。また、スポーツチーム（プロ野球、プロサッカー球団など）やプロレス団体、大家族などが専用車を保有する場合もある。
学校法人が自校の生徒を送迎するスクールバスを保有することもある。小学校や中学校・高校などの児童・生徒の送迎が目的のや、部活動での遠征練習などのために学校（主に高校や大学）が専用車を保有している場合もある。また幼稚園や保育所などの送迎車として「幼児専用車」が自動車メーカーから発売されており、小型車であっても非常口の設置が義務づけられている。座席も幼児用仕様の小さなサイズとしているほか、保護者用の座席も乗降口付近に設置されることがある。
官公庁用のものとして、都道府県や市町村などの地方公共団体が保有し、公務や職員研修などに使用するほか、行事などで住民に乗車させることもある。そのほか廃止代替バスとして市町村が道路運送法第78・79条に基づく自家用有償旅客運送登録を受け、自家用バスを保有して自治体バスを運行する場合もあるこのような運行形態は、2006年10月の道路運送法改正以前は同法第80条に準拠したものであったため、改正後も「80条バス」と呼ばれることが多い。
警察・消防・自衛隊では人員輸送車と呼ばれるが、自衛隊の車両は一部を除き自衛隊ナンバーではなく一般の白ナンバーで登録されている。
バス事業者が営業運行に使用しなくなった車両を白ナンバー登録に変更し、社内での教習専用車として使うこともある（タクシー事業者でも同様のケースがある）。
バスファンの趣味やキャンピングカーの改造ベース車として個人所有されることもある。
献血車として使用されるバス型の車両も世界各地にある。
大家族スペシャルにも自家用車として登場することもある。

### 車両
自家用バスとして使用される車両は、ワンボックスベースの14～15人乗りから、定員29名以下のマイクロバスが多いものの、定員40～60名程の中型・大型のバスが使われる場合もある。スクールバスなどの場合は乗降の利便性から路線仕様の2扉車を選択するケースも多い。レジャー施設やホテル・レストランなどの送迎用では、大口団体への対応などから観光バス仕様の車両を使うケースもある。

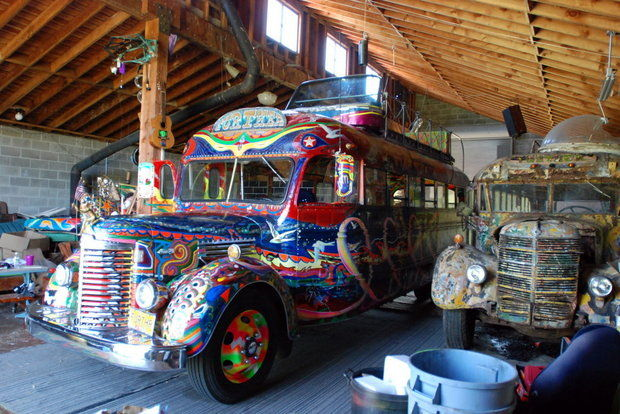
Furthur号（英語版）
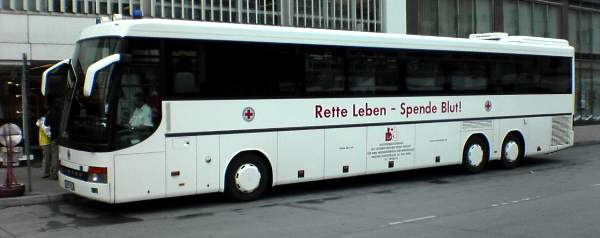
オーストリア赤十字社（英語版）の献血車
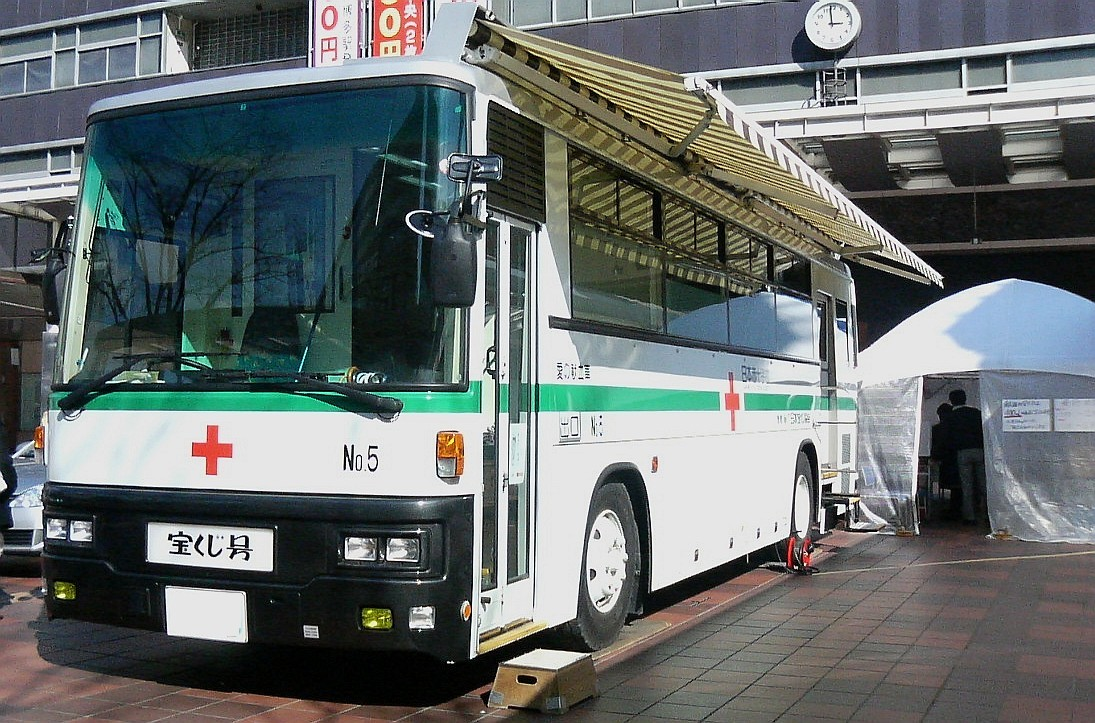
日本赤十字社の献血車
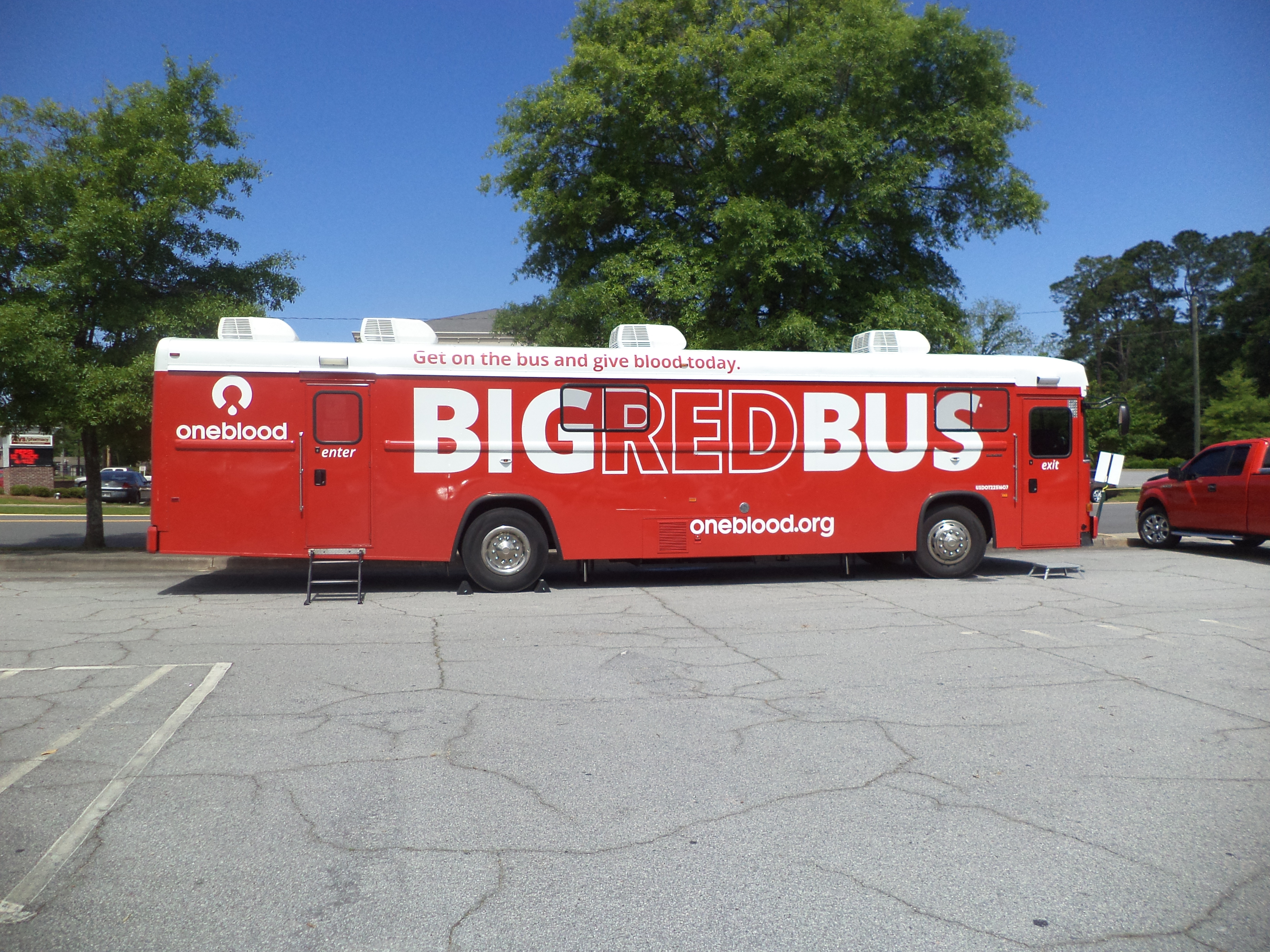
アメリカの献血車

## 白バス
自家用バスの場合、自治体が運行する自家用有償旅客運送（80条バス）、身体障害者や要介護者等を対象とする福祉有償運送を除き、有償運送は形態を問わず道路運送法で禁じられている。
自家用バスを使用して有償輸送を行うことは「白バス」と呼ばれる違法行為である。事業用自動車（緑ナンバー）に対し、自家用バスは白ナンバーであることからそう呼ばれる（タクシーの場合は「白タク」と呼ばれる）。たとえ燃料代や有料道路通行料の実費徴収であったとしても、家族や身内でない限りは不特定多数の利用者と解釈されるので、利益を前提としない経費徴収も含めて有償運送とみなされる。よって自家用バスでの送迎は無償でなければならない。